# Pimozida
Pimozida é um fármaco, utilizado pela medicina como antipsicótico. Age bloqueando os receptores dopaminérgicos, a nível neuronal. Além disso bloqueia também os receptores muscarínicos, alfa-1 e H1. É indicados para pacientes com a síndrome de Gilles de la Tourette, autismo, demência e coreia de Huntington.

## Contraindicações
Pimozida está contraindicado em quadros de depressão do sistema nervoso central, estados comatosos e em indivíduos que tenham apresentado, previamente, hipersensibilidade a esse medicamento. Não deve ser utilizado em distúrbios depressivos ou na Doença de Parkinson. Pimozida também está contraindicado em pacientes com quadro congênito de alargamento do segmento QT do eletrocardiograma ou com um histórico familiar desta síndrome, e em pacientes com antecedentes de arritmias cardíacas ou Torsade de Pointes. Consequentemente, recomenda-se a realização de um ECG antes do tratamento, para excluir a presença dessas condições.
Pimozida não deve ser utilizado em casos de intervalo QT longo adquirido, como o associado ao uso concomitante de drogas conhecidas por prolongar o intervalo QT, em hipopotassemia ou hipomagnesemia conhecidas e em bradicardia clinicamente significante. O uso concomitante de drogas inibidoras do CYP 3A4 tais como antimicóticos azólicos, inibidores da protease do HIV, antibióticos macrolídeos e nefazodona é contraindicado. O uso conmitante de drogas inibidoras de CYP 2D6 tais como quinidina, também é contraindicado. A inibição de cada um ou de ambos sistemas do citocromo P450 pode resultar na elevação da concentração sanguínea de pimozida e aumento da possibilidade de prolongamento do intervalo QT. É contraindicado o uso concomitante de Pimozida com inibidores da recaptação de serotonina tais como: sertralina, paroxetina, citalopram e escitalopram.